# Бабенково (Харьковская область)
Бабенково (укр. Бабенкове) (раньше — Злодеевка) — село в Бригадировском сельском совете Изюмского района Харьковской области Украины.
Код КОАТУУ — 6322881502. Население по переписи 2001 года составляет 429 (194/235 м/ж) человек.

## Географическое положение
Село Бабенково находится на реке Сухой Изюмец, ниже по течению примыкает к городу Изюм, выше по течению на расстоянии 2 км расположено село Бригадировка.
На расстоянии в 1 км проходит автомобильная дорога Т-2109.

## Экономика
- Молочно-товарная ферма. Ликвидирована в 2004 году.

## Объекты социальной сферы
- Школа (закрыта в 2009 году).
- Клуб.
- Библиотека.

## Известные люди
В селе родилось:
- Григорий Кириллович Денисенко — участник Великой Отечественной войны, Герой Советского Союза, почётный гражданин Гомеля.
- Василий Иванович Забашта — украинский художник, заслуженный деятель искусств Украины.